# Volvo 940
Volvo 940 – samochód osobowy klasy wyższej produkowany przez szwedzką markę Volvo w latach 1991–1998.

## Historia i opis modelu

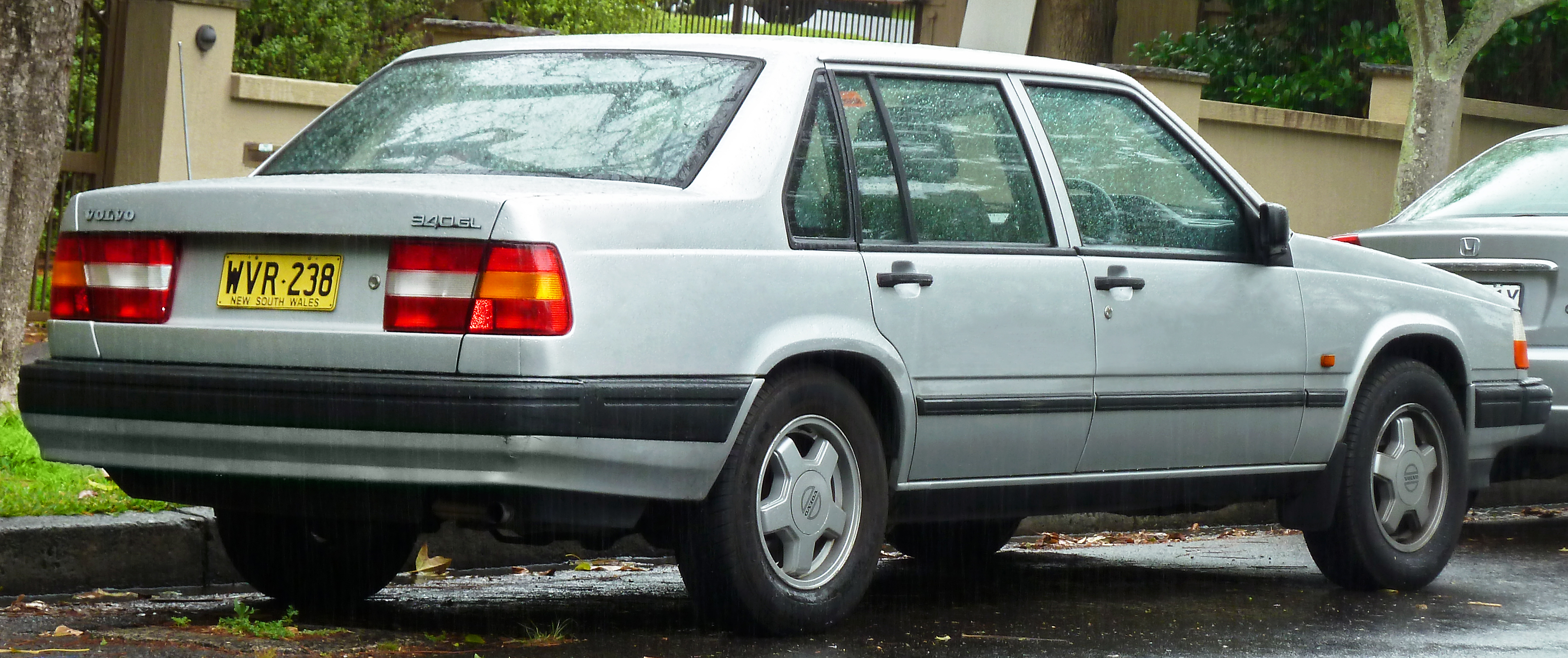
Volvo 940 - tył

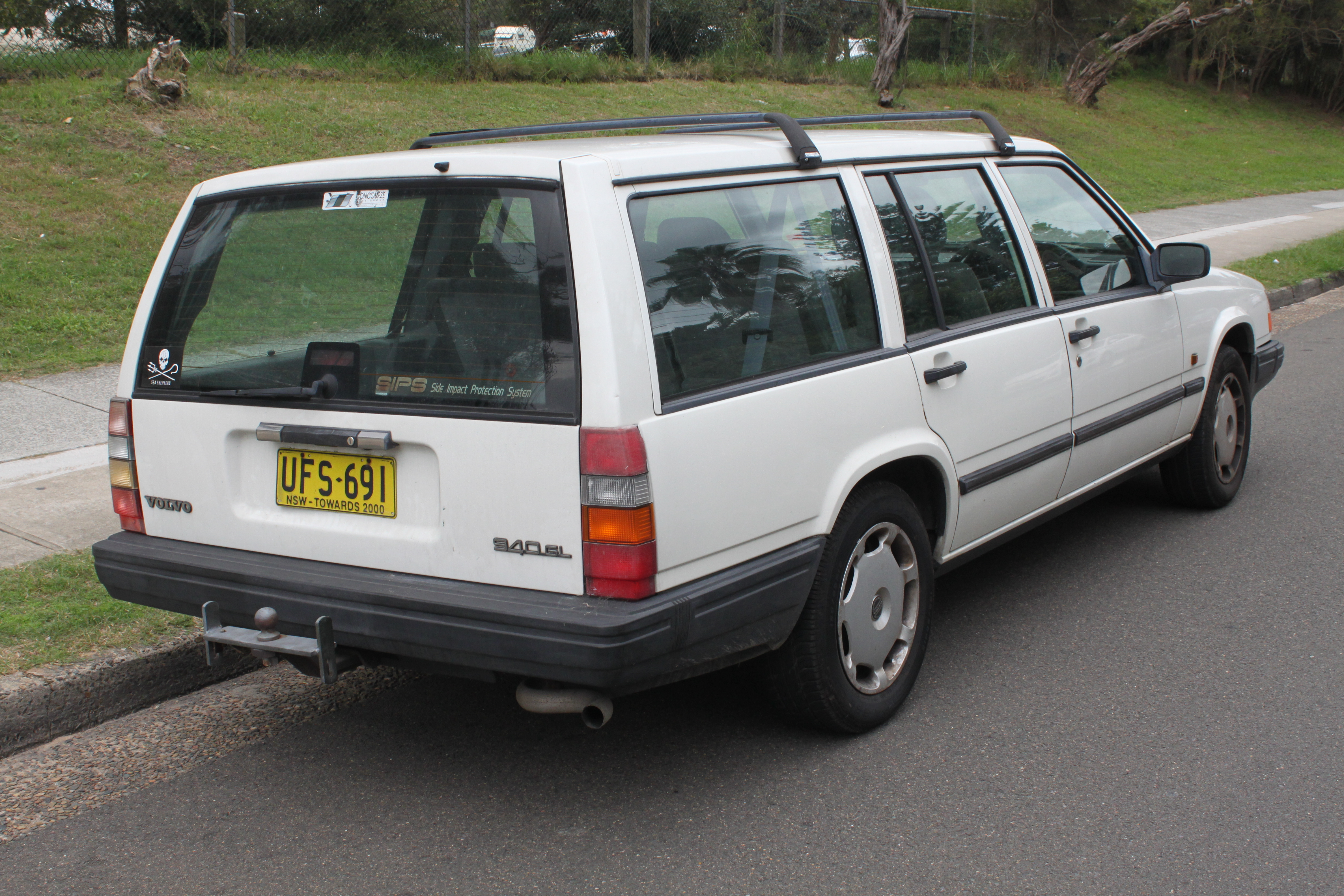
Volvo 940 Kombi

Produkcję modelu 940 rozpoczęto w roku 1991, jako zmodernizowaną wersję modelu 740. Oferowane były dwie wersje nadwoziowe: sedan i kombi. 
Początkowo dostępne były ośmiozaworowe silniki benzynowe 2.0 i 2.3 w odmianach atmosferycznych oraz turbo, a także wersje z szesnastozaworową głowicą opracowaną przez Porsche/Cosworth 2.0 turbo i 2.3 atmosferyczny. Był dostępny także pochodzący z koncernu VW silnik Diesla o pojemności 2.4.
Napęd na oś tylną przenoszony był za pomocą skrzyń manualnych (M46/M47/M90) oraz automatycznych produkcji japońskiej (AW70 oraz AW71) i ZF (ZF4HP22).
W roku 1995 model 940 przeszedł drobne modyfikacje. Wycofane zostały silniki atmosferyczne, zamiast nich pojawiła się jednostka napędowa o pojemności 2.3 z tak zwanym soft turbo osiągająca moc 135 KM. Jednocześnie rok później został wycofany silnik Diesla – stosowana jednostka nie spełniała ekologicznych norm emisji spalin. Volvo nie zdecydowało się na wprowadzenie innego silnika Diesla. W wyposażeniu pojawiły się boczne poduszki powietrzne.